# Histoire d'un amour (film, 1932)
Pour plus de détails, voir Fiche technique et Distribution.
Pour les articles homonymes, voir Histoire d'un amour et Back Street.
Histoire d'un amour (titre original : Back Street) est un film américain réalisé par John M. Stahl en 1932.

## Synopsis
1900. Ray Schmidt, une jeune femme, se lie avec Walter Saxel. Il veut l'épouser, mais un contretemps lui fait croire qu'elle refuse. Cinq ans plus tard, elle le rencontre par hasard: il est riche, marié et père de famille. Ils s'aiment toujours. Il lui offre de l'entretenir et elle se contente de ce statut de maîtresse ne vivant que pour les rares moments de bonheur qui leur sont offerts. Jusqu'au jour où les enfants de Walter,devenus adulte, découvrent cette liaison clandestine et s'en offusquent. Walter révélera à son fils sa double vie et cette "Histoire d'un amour" (titre français du film).

## Fiche technique
- Titre original : Back Street
- Titre français : Histoire d'un amour
- Réalisation : John M. Stahl
- Production : Carl Laemmle Jr. et E.M. Asher producteur associé (non crédité)
- Société de production et de distribution : Universal Pictures
- Scénario : Gladys Lehman, Gene Fowler, Ben Hecht et Lynn Starling d'après le roman Back Street de Fannie Hurst
- Musique : David Broekman
- Directeur de la photographie : Karl Freund (non crédité)
- Directeur artistique : Charles D. Hall (non crédité)
- Costumes : Vera West
- Montage : Russell F. Schoengarth, Milton Carruth (non crédité)
- Format : Noir et blanc - Son : Mono (Western Electric Noiseless Recording Sound System)
- Durée : 93 minutes
- Genre : Mélodrame
- Dates de sortie :
  - États-Unis : 1er septembre 1932 (première)
  - États-Unis : 30 décembre 1932 (sortie nationale)
  - France : 23 décembre 1932

## Distribution

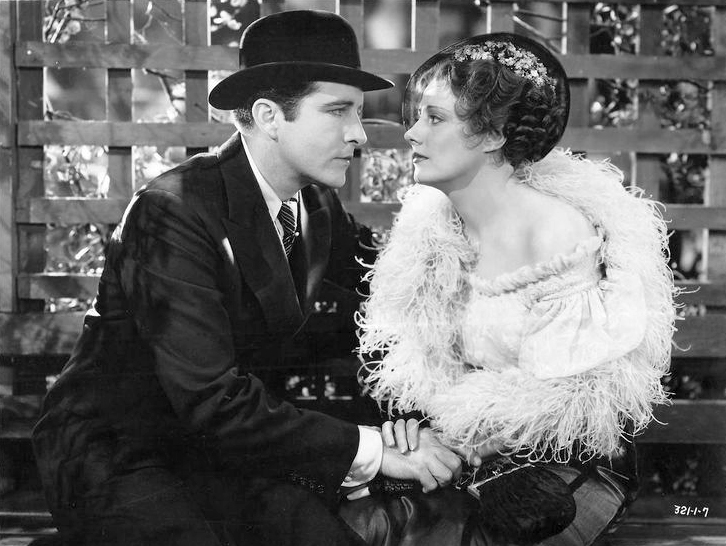
John Boles et Irene Dunne.

- Irene Dunne (VF : Madeleine Larsay) : Ray Schmidt
- John Boles (VF : René Fleur) : Walter Saxel
- June Clyde : Freda Schmidt
- George Meeker : Kurt Shendler
- Doris Lloyd : Corinne Saxel
- William Bakewell : Richard Saxel
- Arletta Duncan : Beth Saxel
- Zasu Pitts : Mme Dole
- Paul Weigel : M. Schmidt
- Jane Darwell : Mme Schmidt
- Maude Turner Gordon : Mme Saxel mère
- Gene Morgan : Un reporter
- Grace Hayle : Une femme dans la rue
- Virginia Pearson : figuration